# Social Hypocrites
Social Hypocrites er en amerikansk stumfilm fra 1918 af Albert Capellani.

## Medvirkende
- May Allison - Leonore Fielding
- Marie Wainwright - Maria
- Joseph Kilgour - Lord Royle Fitzmaurice
- Henry Kolker - Frank Simpson
- Stella Hammerstein - Vanessa Norton